# James A. Roberts

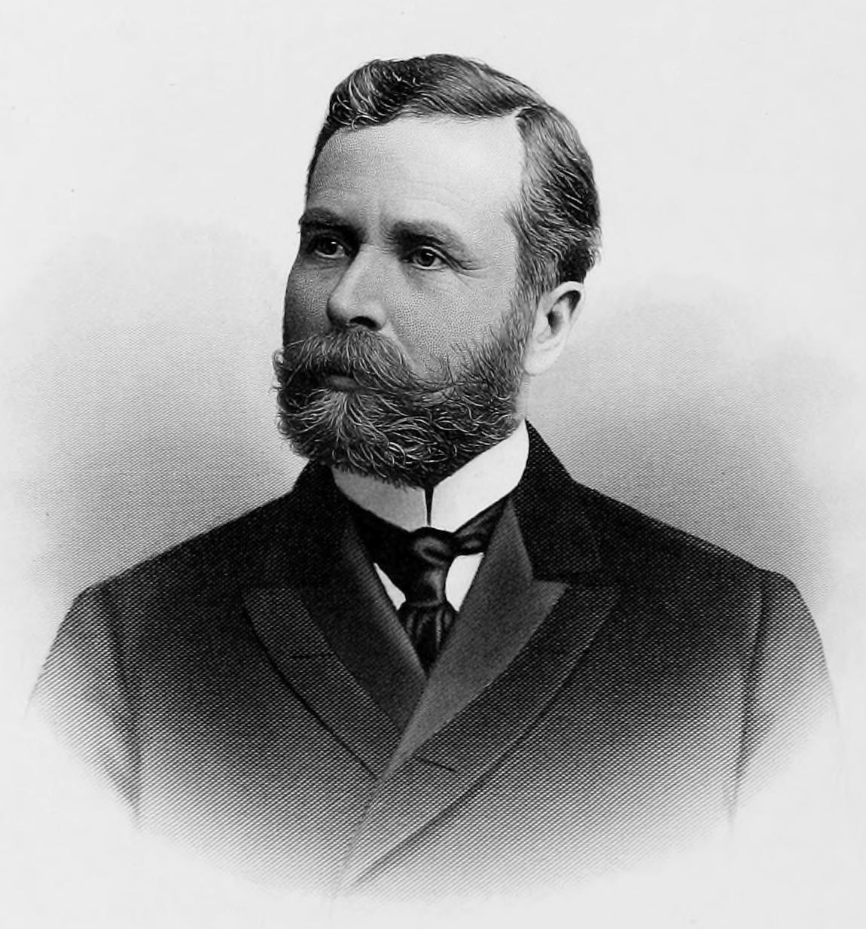
Porträt von James Arthur Roberts

James Arthur Roberts (* 8. März 1847 in Waterboro, Maine; † 19. November 1922 in New York City) war ein US-amerikanischer Soldat, Jurist und Politiker (Republikanische Partei).

## Werdegang
James Arthur Roberts, Sohn von Alma und Jeremiah Roberts, wurde während des Mexikanisch-Amerikanischen Krieges im York County geboren. Über seine Jugendjahre ist nichts bekannt. Während des Bürgerkrieges verpflichtete er sich als Private in der 7. Maine Batterie. In der Folgezeit kämpfte er bei der Belagerung von Petersburg und nahm später am Feldzug teil, welcher mit der Kapitulation von General Robert E. Lee in Appomattox Court House endete. Er graduierte 1870 am Bowdoin College. Danach studierte er Jura in Buffalo (New York) und begann dann dort nach dem Erhalt seiner Zulassung als Anwalt zu praktizieren. Am 1. Juni 1871 heiratete er Minnie Pineo und später Martha Dresser. Roberts war Secretary of the Depew Improvement Company, Vizepräsident der Bellevue and Lancaster Railway Company und Secretary of the Bellevue Land Company. Er saß 1879 für den 3. Bezirk (Erie County) und 1880 für den 4. Bezirk (Erie County) in der New York State Assembly. Bei den Wahlen im Jahr 1893 wurde er zum New York State Comptroller gewählt und 1895 wiedergewählt – ein Posten, den er von 1894 bis 1898 innehatte. Roberts nahm 1900 als Ersatzmann (alternate delegate) an der Republican National Convention teil. Er verstarb 1922 in New York City und wurde auf dem Forest Lawn Cemetery (Buffalo) beigesetzt.